# Paddy Moloney

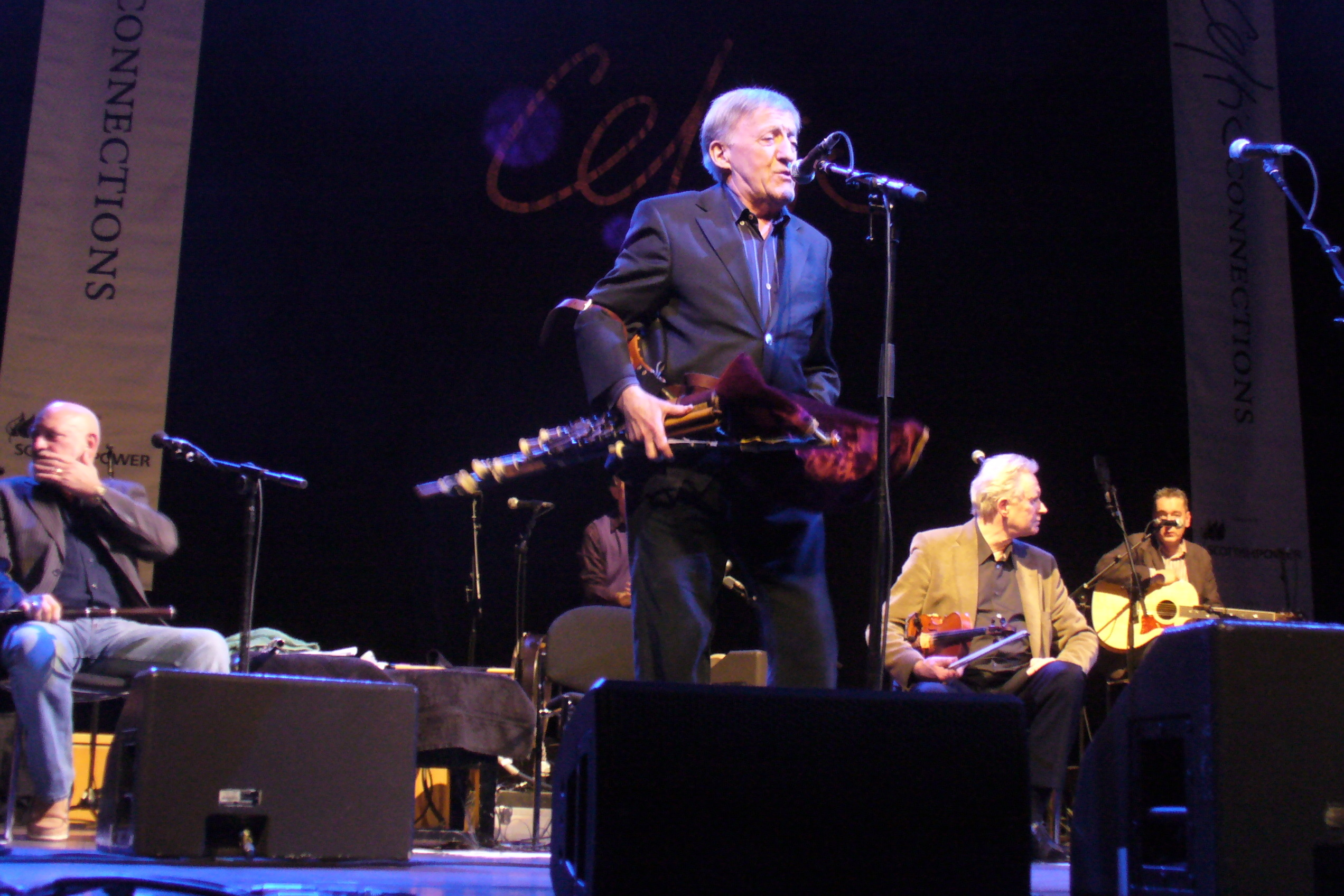
Paddy Moloney met The Chieftains in 2010

Pádraig Ó Maoldomhnaigh, artiestennaam Paddy Moloney (Donnycarney (Dublin), 1 augustus 1938 – aldaar, 12 oktober 2021) was een Iers folkmuzikant en leider van The Chieftains sedert 1962.

## Loopbaan
Hij speelde uilleann pipes, tin whistle, trekzak en bodhrán. Zijn eerste instrument was de tin whistle toen hij zes was. Hij ging les nemen op de uilleann pipes bij Leo Rowsome toen hij acht jaar was. Aan het einde van de jaren vijftig ontmoette hij Seán Ó Riada en kwam in zijn groep Ceoltóirí Chualann.
Voordat hij The Chieftains oprichtte speelde Moloney in verschillende groepen en met muzikanten als Seán Potts, Martin Fay, Peadar Mercier en Mick Tubridy. Met hen vormde hij in 1962 The Chieftains. Hij produceerde voor het label Claddagh tot 1975 ongeveer 45 albums. Na een aantal jaren uitsluitend traditionele muziek ging Moloney over op andere stijlen en speelde hij met andere gastmuzikanten, met wie hij veel succes oogstte.
Buiten zijn werk voor The Chieftains heeft Moloney ook een aantal solo-albums op zijn naam staan. Hij werkte mee aan enige films, waaronder Treasure Island met Charlton Heston, The Grey Fox, Braveheart van Mel Gibson, Gangs of New York van Martin Scorsese en Barry Lyndon van Stanley Kubrick. Voor zijn werk ontving hij in 1988 een eredoctoraat in de muziek aan Trinity College van de Universiteit van Dublin.
Paddy Moloney en zijn vrouw Rita woonden jarenlang in Annamoe in County Wicklow, ongeveer 30 kilometer ten zuiden van Dublin. Hij overleed op 12 oktober 2021 op 83-jarige leeftijd in een ziekenhuis in Dublin. De president van Ierland, Michael D. Higgins, was de eerste die eer aan hem bewees.

## Geselecteerde discografie
- 'Albums van Seán Ó Ríada en Ceoltóirí Cualann
- The Playboy of the Western World - Gael Linn, 1962
- Reacaireacht an Riadaigh - Gael Linn, 1962
- Ding Dong - Gael Linn, 1967
- Ceol na nUasal (Music of the Nobles) - Gael Linn, 1970
- Ó Ríada sa Gaiety le Seán Ó - Gael-Linn, 1970/1988
- Ó Ríada - Gael-Linn, 1971/1996
- Paddy Moloney and others - The Drones and Chanters: Irish Pipering 1971
- Paddy Moloney and Seán Potts - Tin Whistles 1974
- 'Silent Night: A Christmas in Rome 1998
- John Montague & Paddy Moloney – The Wild Dog Rose 2011

- Biblioteca Nacional de España: XX1297715
- Bibliothèque nationale de France: cb13989676v (data)
- Gemeinsame Normdatei: 134733096
- International Standard Name Identifier: 0000 0000 7823 8757
- Library of Congress Control Number: n92011945
- MusicBrainz: 604ace11-4af7-4837-8c09-3becc2a822f9
- Nationale Bibliotheek van Tsjechië: xx0027648
- Nationale Bibliotheek van Israël: 987007404803205171
- Nederlandse Thesaurus van Auteursnamen: 071994041
- Système universitaire de documentation: 059645334
- Virtual International Authority File: 85471843
- WorldCat: E39PBJqqp6Yp64bFRW6Ym6kVYP